# ميرفين جونز
ميرفين جونز (بالإنجليزية: Mervyn Johns)‏ هو ممثل بريطاني (وحمل سابقاً جنسية المملكة المتحدة لبريطانيا العظمى وأيرلندا)، ولد في 18 فبراير 1899 في المملكة المتحدة، وتوفي بنفس المكان في 6 سبتمبر 1992.

## أعمال

### أفلام
- (1954) روميو وجولييت
- (1956) 1984

## وصلات خارجية
- ميرفين جونز على موقع IMDb (الإنجليزية)
- ميرفين جونز على موقع الموسوعة البريطانية (الإنجليزية)
- ميرفين جونز على موقع ألو سيني (الفرنسية)
- ميرفين جونز على موقع أول موفي (الإنجليزية)
- ميرفين جونز على موقع قاعدة بيانات الأفلام السويدية (السويدية)
- ميرفين جونز على موقع إن إن دي بي (الإنجليزية)
- ميرفين جونز على موقع ديسكوغز (الإنجليزية)
- ميرفين جونز على موقع قاعدة بيانات الفيلم (الإنجليزية)
- ميرفين جونز على موقع كينوبويسك (الروسية)